# شهر بنتون (میسوری)
شهر بنتون (به انگلیسی: Benton City) یک روستا (ایالات متحده آمریکا) در ایالات متحده آمریکا است که در شهرستان ادرین، میزوری واقع شده‌است.
 شهر بنتون ۰٫۲۷ کیلومتر مربع مساحت و ۱۰۴ نفر جمعیت دارد و ۲۵۱ متر بالاتر از سطح دریا واقع شده‌است.